# Arauzona basalis
Arauzona basalis är en fjärilsart som beskrevs av Walker 1864. Arauzona basalis ingår i släktet Arauzona och familjen signalmalar. Inga underarter finns listade i Catalogue of Life.